# Liste der Monuments historiques in Mouthe
Die Liste der Monuments historiques in Mouthe führt die Monuments historiques in der französischen Gemeinde Mouthe auf.

## Liste der Immobilien
| Bezeichnung                    | Beschreibung                                                      | Standort                 | Kennzeichnung | Schutzstatus | Datum | Bild           |
| ------------------------------ | ----------------------------------------------------------------- | ------------------------ | ------------- | ------------ | ----- | -------------- |
| Pierre des Redevances          | Monolith unbekannter Zeitstellung; bis 1789 Sammelort des Zehnten | Place de l’Église (Lage) | PA00101693    | Inscrit      | 1931  | weitere Bilder |
| Hôtel de Ville                 | 1846/47 erbaut, Architekt Pierre Marnotte                         | 3 Grande Rue (Lage)      | PA00101771    | Inscrit      | 1990  | weitere Bilder |
| Kirche Assomption-de-la-Vierge | 1742 fertiggestellt, Architekt Jean-Pierre Galezot                | Place de l’Église (Lage) | PA25000064    | Inscrit      | 2009  | weitere Bilder |

## Liste der Objekte
| Bezeichnung                         | Beschreibung | Standort                                     | Kennzeichnung | Schutzstatus | Datum | Bild           |
| ----------------------------------- | --- | -------------------------------------------- | ------------- | ------------ | ----- | -------------- |
| Taufbecken                          | Kalkstein, 18. Jahrhundert | in der Kirche Assomption-de-la-Vierge (Lage) | PM25002275    | Inscrit      | 1975  |                |
| Kruzifix                            | Holz, 18. Jahrhundert | in der Kirche Assomption-de-la-Vierge (Lage) | PM25002276    | Inscrit      | 1975  |                |
| Zwei Reliquienbüsten                | Holz, farbig gefasst und vergoldet, Ende des 18. Jahrhunderts | in der Kirche Assomption-de-la-Vierge (Lage) | PM25002277    | Inscrit      | 1975  |                |
| Sechs Altarleuchter                 | Holz, vergoldet, 18. Jahrhundert | in der Kirche Assomption-de-la-Vierge (Lage) | PM25002278    | Inscrit      | 1975  |                |
| Gemälde Betende Madonna             | Ölfarbe auf Leinwand, Holzrahmen, 18. Jahrhundert | im Pfarrhaus (Lage)                          | PM25002279    | Inscrit      | 1975  |                |
| Drei Gemälde: Apostel               | Ölfarbe auf Leinwand, Holzrahmen, um 1800 | im Pfarrhaus (Lage)                          | PM25002280    | Inscrit      | 1975  |                |
| Chorgestühl                         | Holz, bezeichnet 1553; aus dem Kloster Mont-Sainte-Marie in Labergement-Sainte-Marie                                                                                                  | in der Kirche Assomption-de-la-Vierge (Lage) | PM25001146    | Classé       | 1908  | weitere Bilder |
| Kanzel                              | Eichenholz, erste Hälfte des 18. Jahrhunderts | in der Kirche Assomption-de-la-Vierge (Lage) | PM25001147    | Classé       | 1908  | weitere Bilder |
| Linker Seitenaltar                  | Altartisch und Retabel; Holz und Stuck, farbig gefasst und vergoldet, 18. Jahrhundert, Bildhauer François Marca                                                                       | in der Kirche Assomption-de-la-Vierge (Lage) | PM25001148    | Classé       | 1982  |                |
| Beichtstuhl                         | Holz, 18. Jahrhundert | in der Kirche Assomption-de-la-Vierge (Lage) | PM25001150    | Classé       | 1982  |                |
| Taufaltar                           | Taufbecken und Retabel; Eichenholz, 18. Jahrhundert | in der Kirche Assomption-de-la-Vierge (Lage) | PM25001151    | Classé       | 1975  | weitere Bilder |
| Orgel                               | Haupteintrag für PM25001152 | in der Kirche Assomption-de-la-Vierge (Lage) | PM25002513    | Classé       | 1979  |                |
| Instrumentalteil der Orgel          | 1838 durch Callinet Frères gebaut | in der Kirche Assomption-de-la-Vierge (Lage) | PM25001152    | Classé       | 1979  |                |
| Hauptaltar                          | Altartisch, Altaraufbau, Tabernakel, Retabel, Gemälde und zwei Skulpturen; Holz und Stuck, farbig gefasst und vergoldet, Ölfarbe auf Leinwand, datiert 1751, Bildhauer François Marca | in der Kirche Assomption-de-la-Vierge (Lage) | PM25001706    | Classé       | 1975  | weitere Bilder |
| Zwei Kerzenständer                  | Holz, vergoldet, bezeichnet 1777 | in der Kirche Assomption-de-la-Vierge (Lage) | PM25001149    | Classé       | 1982  |                |
| Gemälde Porträt von Simon von Crépy | Ölfarbe auf Leinwand, 1848 von Paul Charles Nicod | in der Kirche Assomption-de-la-Vierge (Lage) | PM25003616    | Inscrit      | 2023  |                |